# Scathophaga analis
Scathophaga analis är en tvåvingeart som först beskrevs av Johann Wilhelm Meigen 1826.  Scathophaga analis ingår i släktet Scathophaga och familjen kolvflugor.
Artens utbredningsområde är Tyskland. Inga underarter finns listade i Catalogue of Life.